# Amaro Lucano
Amaro Lucano je italský bylinný likér typu Amaro. Vyrábí jej Amaro Lucano Sp A., rodinná firma se sídlem v Pisticci, v kraji Basilicata, v Itálii. Přívlastek „Lucano“ je odvozen od slova Lucanie, což je jiný název kraje Basilicata.

## Historie
Likér poprvé namíchal v roce 1894 cukrář Pasquale Vena z více než 30 bylin Tajný recept byl v rodině předáván z generace na generaci . V roce 1900 se  Amaro Lucano proslavilo po celém italském království , když se rodina Vena stala oficiálním dodavatelem Savojského domu a když se na etiketě objevil jeho erb.
V roce 1950 se pod vedením  Venových synů Leonarda a Giuseppeho stal z malé rodinne firmy průmyslový podnik. V roce 1965 byla otevřena nová továrna v Pisticci Scalo, která  vyráběla 117 000 litrů ročně. V 70. letech 20. století začala rodina Vena vyrábět další druhy likérů pod značkou „Lucano“, například  Sambuca, Limoncello a Caffè, a také čokolády plněné likérem.

## Výroba Amara Lucana
Proces přípravy Amara Lucana je rozdělen do sedmi kroků: výběr bylin, infuze, zpracování, přidání tajné ingredience, výrobní kontrola, mísení a plnění do lahví.

### Výběr bylinek
Byliny, které se do likéru přidávají,  pocházejí z celého světa. Usuší se přirozenou cestou, pak se drtí a míchají dohromady. Seznam bylin, které se používají:
- Pelyněk pravý
- Pelyněk pontický
- Šalvěj muškátová
- Řebříček pižmový
- Benedikt lékařský
- Pomerančovník hořký
- Hořec
- Děhel lesní
- Bez chebdí
- Ruta vonná
- Aloe
- Skořicová silicej

### Infuze
Směs se ponoří do roztoku čistého alkoholu a vody; přes noc se pak  v  lázni zahřívá  na  teplotu  55–60 °C.

### Zpracování
V dalším kroku se směs  za tepla lisuje a tím ze získá bylinný odvar.

### Tajná ingredience
Jakmile je infuze hotová, přidá se tajná ingredience.

### Výrobní kontrola
Provedou se  laboratorní testy; pak se nechá extrakt zrát pět měsíců. Během tohoto procesu  dochází k jeho rozvrstvení, kdy těžší složky klesnou ke dnu, zatímco lehčí komponenty vyplavou napovrch. „Srdcem“ extraktu je to, co zůstane uprostřed.

### Směs
V tomto kroku se smísí ve velké nádrži čistý alkohol, éterické oleje, voda, odleželý extrakt, cukr, karamel a voda,  tím vznikne   hydroalkoholický roztok.

### Plnění do lahví
Směs se poté filtruje, plní se do lahví a připravuje se k prodeji.

## Popis Amara Lucana
Amaro Lucano má karamelovou barvu, má hořkosladkou chuť a  obsahuje 28 procent alkoholu .  Obvykle se podává jako digestiv po jídle  nebo se používá jako základ pro koktejly.

## Koktejly
Amaro Lucano se pije jako aperitiv a digestiv,  i jako nápoj v průběhu dne. Používá se v koktejlech, jako jsou italská Sangria, Gelato Lucano, Amarcord.

## Další výrobky
- Caffè Lucano
- Sambuca Lucano
- Limoncello Lucano
- Vitae
- Barocca
- Amante
- I vitigni del sud
- Passione bianca

## Ocenění
- Zlatá medaile na Světové soutěži lihovin v San Franciscu v roce 2014[7]
- Tři hvězdičky v soutěži Superior Taste Award 2014[8]
- Stříbrná medaile (Zlatá medaile za Caffè Lucano) na vinařské soutěži Concours Mondial de Bruxelles[8][9]